# Поляков, Исраэль
Исраэль Мордехай Поляков (Поли, ивр. ישראל מרדכי (פולי) פוליאקוב‎; 7 июля 1941, Иерусалим — 30 октября 2007, Петах-Тиква) — израильский актёр театра и кино, певец и режиссёр, член эстрадного трио «Ха-гашаш ха-хивер». Лауреат Премии Израиля (2000).

## Биография
Исраэль Поляков родился в тель-авивской семье Шломо и Мирьям Поляковых в 1941 году. Поскольку в это время город ежедневно подвергался налётам итальянских бомбардировщиков, перед рождением мальчика Мирьям перевезли в Иерусалим, где она и родила в спокойной обстановке. В дни Войны за независимость Израиля, когда Тель-Авив бомбила уже египетская авиация, дом Поляковых был разрушен и они перебрались в недавно занятую еврейскими силами и оставленную арабскими жителями Яффу. По воспоминаниям Полякова, они были одной из первых еврейских семей, поселившихся в Яффе после захвата её еврейскими отрядами, и город стоял почти пустым.
Отец Исраэля, Шломо Поляков, в юности играл в футбол за команду «Хапоэль Аленби» — в дальнейшем «Хапоэль» (Тель-Авив) — и забил первый гол в финале первого Кубка Палестины по футболу в 1928 году. В годы учёбы в школе им. Бялика в Холоне Исраэль мечтал тоже стать футболистом, однако со временем увлёкся идеей освоения пустынных районов Израиля и поступил в сельскохозяйственное училище «Ха-Кфар Ха-ярок». В училище процветала художественная самодеятельность и действовал драмкружок, активным участником которого стал Поляков. Одно из выступлений кружка посетил командир ансамбля НАХАЛЬ, которого впечатлило выступление Полякова и его напарника Ханана Гольдблатта, и вскоре после мобилизации в ЦАХАЛЬ они были направлены для прохождения службы в ансамбль НАХАЛЬ.
В ансамбле НАХАЛЬ Поляков выступал с 1958 года до увольнения в запас в 1961 году. Среди других участников ансамбля были Гольдблатт, Йорам Гаон и Гаври Банай, с которыми в 1961 году Поляков вошёл в состав гражданского ансамбля «Тарнеголим» (с ивр. — «Петухи») под руководством Наоми Полани. К этой группе присоединились также Лиор Яннай и Шайке Леви, и она выступала на протяжении ещё трёх лет, создав за это время ряд хитов. В период выступлений в «Тарнеголим», в 1962 году, Поляков женился на актрисе Рине Ганор.
Сразу после распада ансамбля «Тарнеголим» к Полякову, Банаю и Леви обратился продюсер Авраам Деше с предложением создать новое эстрадное трио, в программах которого песни будут чередоваться с юмористическими скетчами. Новый коллектив получил название «Ха-гашаш ха-хивер» (с ивр. — «Бледнолицый следопыт»). Стендапистская составляющая в программах трио быстро вышла на первое место, многие фразы и отдельные словечки из их скетчей становились крылатыми (появился даже термин «гашашит» по аналогии с ивритом). Со «Следопытом», первым режиссёром которого стал Шайке Офир, работали ведущие израильские авторы — Нисим Алони, Наоми Шемер, Йоси Банай, Моти Киршенбаум, Йехонатан Гефен. Поляков в репризах трио часто исполнял роли иностранцев и новых репатриантов, воплощая на эстраде типажи, подмеченные в реальной жизни (в том числе в детстве в Яффе, где складывался сложный этнический состав нового израильского общества).
За десятилетия совместной работы «Ха-гашаш ха-хивер» подготовил десять оригинальных эстрадных программ. Его члены были частыми участниками телевизионных шоу и снимались в кино; всё трио в частности сыграло в культовой израильской кинокомедии «Высота Хальфон не отвечает» (ивр. גבעת חלפון אינה עונה‎), где Поляков исполнил роль Серджо Констанзы. В 1969 году он женился вторично — на актрисе Рики Галь, а позже — и в третий раз. От третьей жены, Шошаны, у него родились трое детей: сыновья Итамар и Ариэль и дочь Яэль. Яэль и Итамар в дальнейшем тоже стали актёрами.
В 2000 году члены трио «Ха-гашаш ха-хивер» и их продюсер были удостоены Премии Израиля за заслуги перед обществом и государством, однако в том же году их сотрудничество оборвалось. После этого Поляков продолжил сольную сценическую карьеру. Наиболее удачными в этот период стали его роли в спектаклях «Мамаша Кураж» и «Семья Исраэли» (Камери), «Торговцы резиной» и «Возвращение Бориса Шпильмана» (театр Хайфы). В 2001 году в поставленной Новой израильской оперой оперетте Штрауса «Летучая мышь» Поляков сыграл тюремного сторожа Фроша и, несмотря на второстепенный характер роли, стал звездой спектакля. Он выступал также в качестве театрального режиссёра, поставив спектакли «Свобода в Праге» и «Учитель».
На телевидении Поляков сыграл в сериале «Всё это мёд», который снимала его дочь Яэль, и в двух эпизодах сериала Аси Даяна «На приёме». Участие в стартовом эпизоде второго сезона сериала стало последней ролью в роли Полякова, умершего от рака печени в октябре 2007 года в Медицинском центре имени Ицхака Рабина (Петах-Тиква). Поляков оставил после себя вдову, Шошану, и троих детей, и был похоронен в кибуце Эйнат.